# Miramar, La Grandeza
Miramar är en ort i Mexiko.   Den ligger i kommunen La Grandeza och delstaten Chiapas, i den sydöstra delen av landet, 900 km sydost om huvudstaden Mexico City. Miramar ligger 1 921 meter över havet och antalet invånare är 194.
Terrängen runt Miramar är bergig norrut, men söderut är den kuperad. Runt Miramar är det ganska tätbefolkat, med 96 invånare per kvadratkilometer. Närmaste större samhälle är Motozintla de Mendoza, 19,5 km söder om Miramar. I omgivningarna runt Miramar växer huvudsakligen savannskog.